# 屠开元
屠开元（1904年—1999年），男，原籍浙江绍兴，生于上海，中国外科学家、医学教育家，曾任中国人民解放军第二军医大学教授、博士生导师，第三、五届全国人大代表，第五届全国政协委员。